# قصر الربيعة
قصر الربيعة، يعتبر من القصور الأثرية في محافظة المجمعة.

## موقع القصر
يقع القصر في الجهة الغربية للمجمعة بين شارع منيخ وشارع النور شرق جبل منيخ المرقب وجنوب الوسط التاريخي للمحافظة، ووقف الملك عبدالعزيز.

## مؤسس القصر
يُعد الشيخ محمد بن عبد الرحمن الربيعة هو الذي أنشئ القصر حيث استمر بنائه عامين من عام 1365هـ طبقاً للوحة التأسيسية الموجودة في الجدار الشمالي لصالة قسم النساء وانتهى عام 1368هـ، وقد كلف بناء القصر آنذاك عشرين ألف ريال حيث شُيد على يد مجموعة من حرفيي العمارة، وقد قام برسمه وبنائه عبد الله بن إبراهيم الثميري رحمهُ الله الذي سُجل اسمه على لوحة جصية موضحاً فيها تاريخ البناء داخل القصر.

## أهمية القصر
يعتبر القصر من أهم نماذج التراث العمراني الذي يعبر بوضوح عن براعة القائمين بأعمال التخطيط والبناء في ذلك الوقت، وفي الوقت نفسه يعكس المكانة الاجتماعية لصاحبه، وقد ظل القصر عامراً حتى عام 1379هـ، وقد تم ترميمه وتأثيثه بالقطع التراثية ليصبح متحفاً ومعلماً لمحافظة المجمعة.

## مساحة القصر
تُقدر مساحة القصر بألف وستة وأربعين مترا مربعاًوأربعين سم، وواجهته الشرقية هي الواجهة الرئيسية للقصر حيث يُقدر طولها بـ 48م.

## أقسام القصر الرئيسية
- قسم الرجال يعتبر أكبر أقسام القصر؛ إذ يتكون من ثماني غرف تطل على ساحة مركزية مكشوفة، وأهم هذه الغرف هي مجلس القهوةالتي تعد واجهة القصر وأكبر الغرف، ولها سقف مرتفع ومزينة جدرانها بالجص والزخارف المنقوشة، ولهذا القسم درج مستقل يصعد إلى غرفتين علويتين مخصصتين للضيوف، وتحتوي على مشب خاص باعداد القهوة وشبابيك من الخشب المزين بنقوش تراثية خاصة بالقهوة وملحقاتها وأسلحة تراثية ومفرش بالزل القديم.
- قسم النساء يتكون من سبع غرف ذات استخدامات متعددة، ست منها تطل على صالة مسقوفة تسمى المصباح، وغرفة كبيرة مزخرفة، وغرف خاصة بالطبخ والتخزين، ولقسم النساء درج خاص يصعد إلى السطح حيث يوجد غرفة واحدة، ويحتوي القسم على مجموعة من الأدوات التراثية التي تستخدمها النساء قديماً من ملبوسات وحلي وأدوات زينة وأواني الطبخ والتخزين.
- الفناء يحتوي القصر أيضاً على فناء صغير له باب مستقل حيث يحتوي على مجموعة من القطع الترتاثية التي تمثل أدوات بعض الحرف الشعبية القديمة في المنطقة الوسطى.[3]

## المواد المستخدمة في البناء
- جذوع أشجار النخيل
- أشجار الأثل
- سعف النخيل والخوص
- طبقات الطين.[4]